# 8604 Vanier
8604 Vanier è un asteroide della fascia principale. Scoperto nel 1929, presenta un'orbita caratterizzata da un semiasse maggiore pari a 2,2265084 UA e da un'eccentricità di 0,2187143, inclinata di 4,40667° rispetto all'eclittica.
L'asteroide è dedicato al filosofo canadese Jean Vanier.